# Burg Branč
Die Ruinen der Burg Branč (slowakisch auch Brančský hrad genannt) liegen in der westlichen Slowakei im Hügelland Myjavská pahorkatina, auf einem 475 m n.m. hohen Hügel oberhalb des Ortes Podzámok in der Gemeinde Podbranč.

## Geschichte

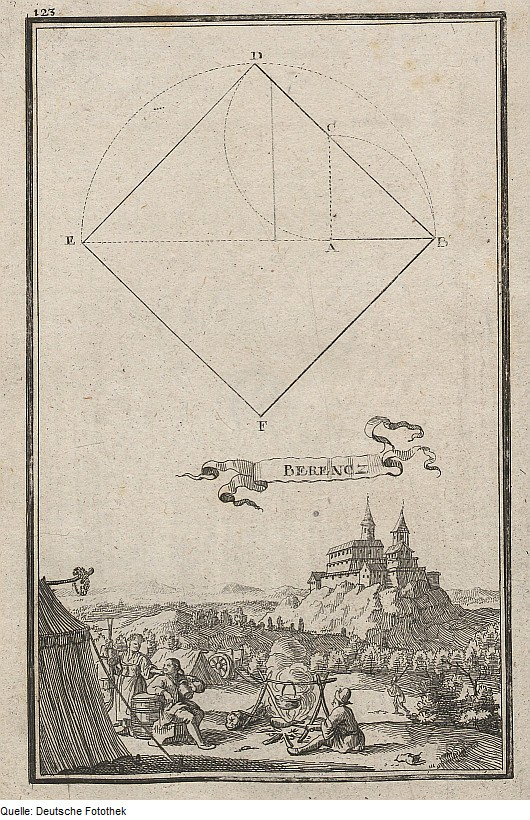
Historische Ansicht der Burg, 1698

Die Höhenburg wurde zwischen 1251 und 1261, wahrscheinlich auf Befehl des Magisters Aba aus Freistadt erbaut und sollte einen Weg durch die Karpaten Richtung Mähren schützen. 1309 errang der Oligarch Matthäus Csák die Kontrolle über die Burg und behielt sie bis zu seinem Tode im Jahr 1321, danach wurde sie von Truppen von Johann von Böhmen erobert und bis 1332 behalten. 1394 erhielt Stibor von Stiborice die vormals königliche Burg per Schenkungsakt von Sigismund von Luxemburg, weitere Besitzer waren unter anderem die Familie Pongrácz gegen Mitte des 15. Jahrhunderts sowie Nyáry im Jahr 1530, die die Burg bis zum 18. Jahrhundert besaß. Nach 1663 wurde die Burg zum Zufluchtsort für die örtliche Bevölkerung im Krieg gegen die Türken.
1672 wurden in der Burg Teilnehmer eines gegen Rekatholisierung gerichteten Aufstands aus Turá Lúka (heute Teil von Myjava) und Senica gefoltert und 1674–75 war sie Haftort für protestantische Geistliche.
Am Anfang des 18. Jahrhunderts wurden alle Möbelstücke wegtransportiert, Wehranlagen geschleift und das ganze Burgobjekt verlassen. Im 20. Jahrhundert fanden auf der Burgruine archäologische Untersuchungen statt und die Mauer wurde saniert und konserviert.

## Bau
Der Kern der späteren Burg war ein Wohnturm, der später zu einem Palas auf quadratischem Grundriss erweitert wurde. Dieser wurde von einer gotischen Burgmauer, Graben und Wall geschützt. Da die Burg auf einem relativ leichten Hügel liegt, konzentrierte sich man auf eine stärkere Befestigung. In Renaissance-Umbauten nach 1539 wurde ein Batterieturm in der mittleren Burg gebaut, die Westseite der Kernburg ausgebaut und die ganze Anlage mit einer Außenbefestigung versehen, die mit drei Basteien auf West- und Südseiten ausgestattet war. Im 17. Jahrhundert kamen noch zwei fünfseitige Bastionen auf der Ostseite hinzu.

## Zugang
Die Burgruine ist am leichtesten von Ort Podzámok zu erreichen. Direkt unterhalb des Burghügels befindet sich ein Parkplatz, mit etwa 10 Gehminuten zur Burg.